# Mompha epilobiella
Mompha epilobiella là một loài bướm đêm thuộc họ Momphidae. It has a Holarctic distribution, it được tìm thấy ở Bắc Mỹ, bao gồm Ontario và khắp châu Âu.
Sải cánh dài 10–13 mm. Con trưởng thành bay quanh năm nhưng phổ biến nhất là vào tháng 7 và tháng 8 ở Đại Anh.
Ấu trùng ăn Chamerion angustifolium, Epilobium hirsutum, Epilobium montanum, Epilobium palustre và Oenothera nhưng Epilobium hirsutum là thức ăn chính của nó.

## Hình ảnh

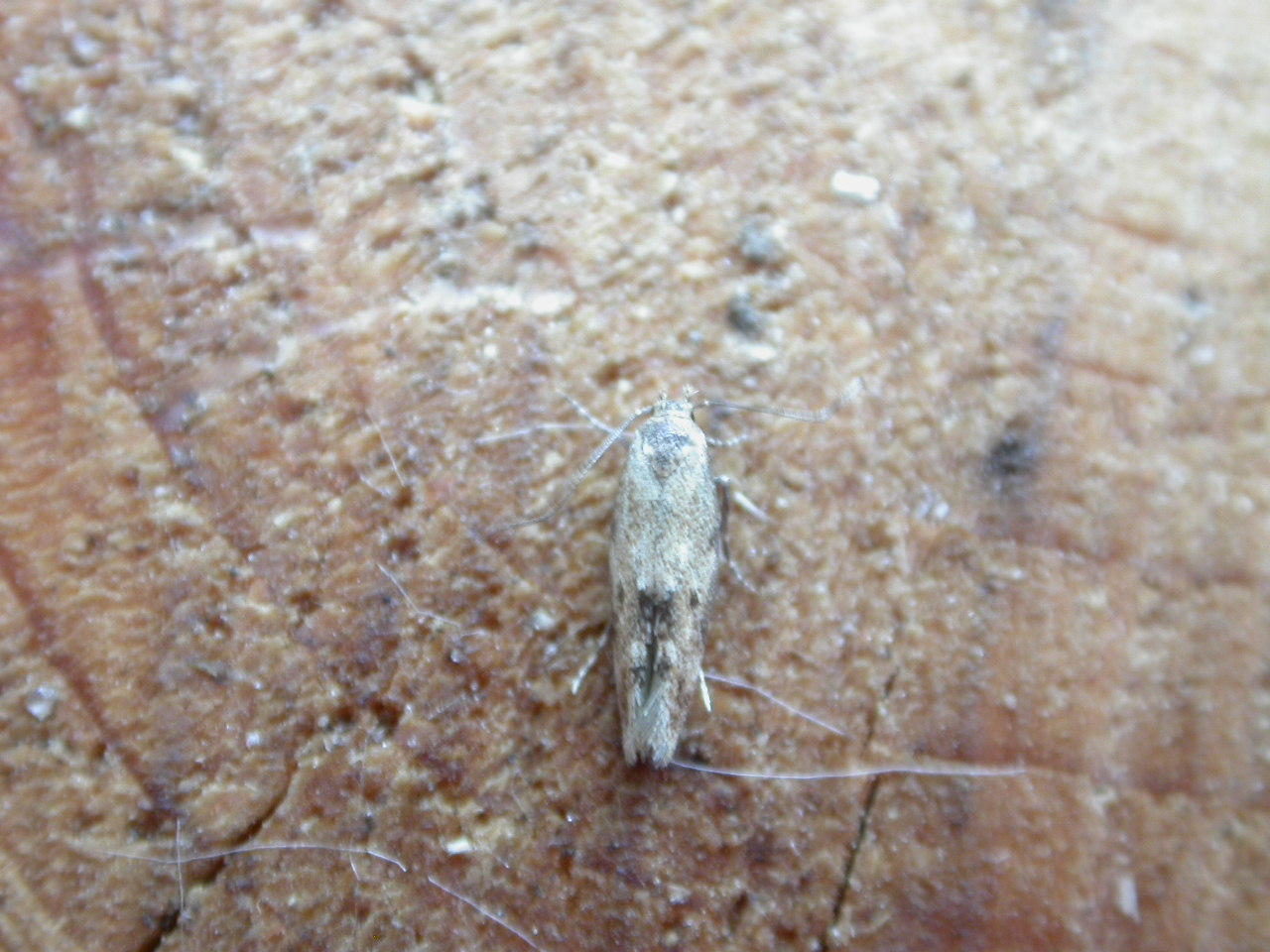
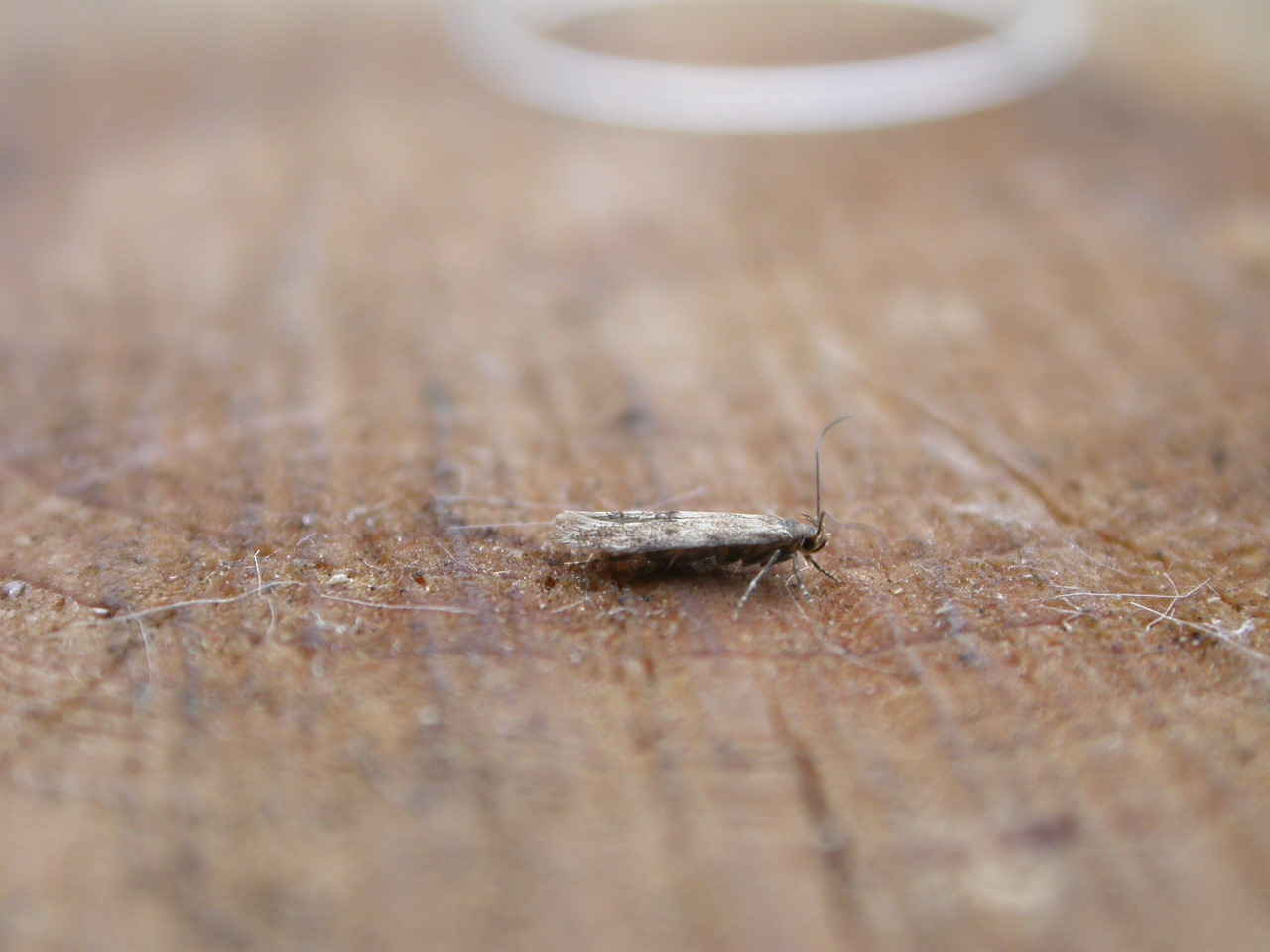
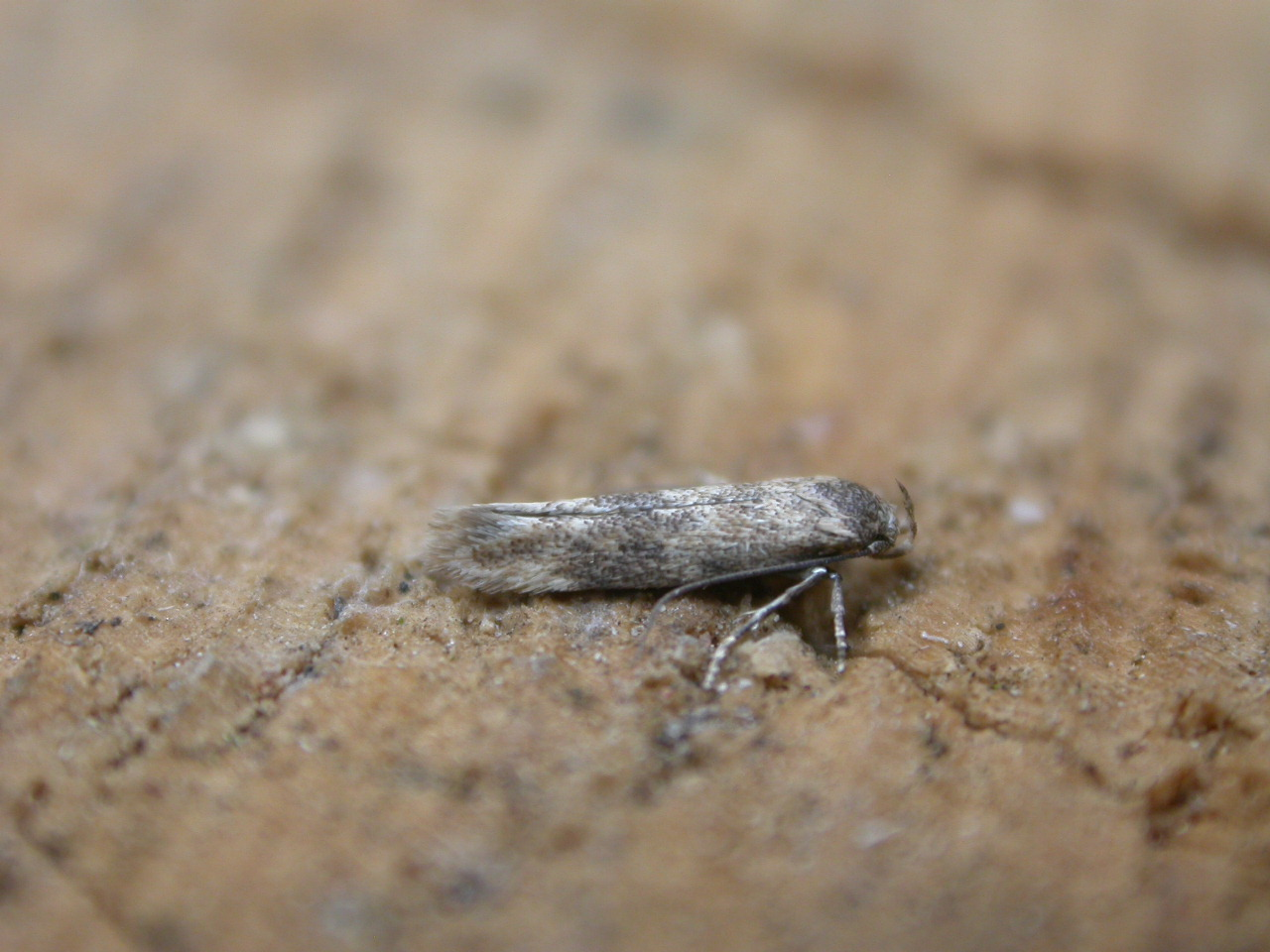
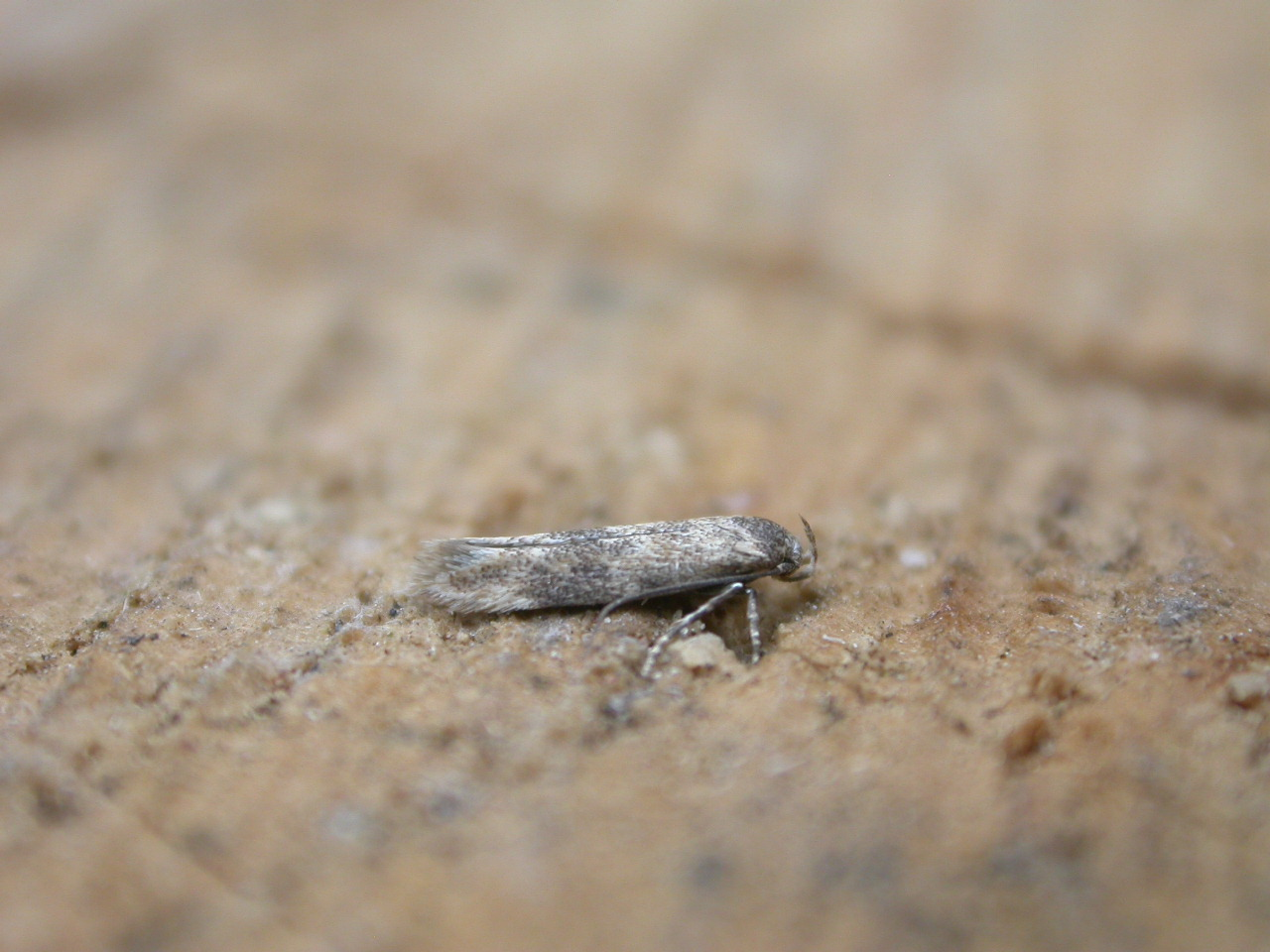